# Graue Bienen
Graue Bienen (Originaltitel: Серые пчелы) ist ein Roman von Andrij Kurkow. Er erschien erstmals 2018 im Verlag Folio in Charkiw und 2021 auf Deutsch.

## Inhalt
Nach dem Angriff 2014 auf die Ostukraine fristen nur noch ganz wenige Zivilisten in der grauen Zone ihre Existenz. Trotz der Kriegshandlungen zwischen den Frontlinien der pro-russischen Separatisten und der ukrainischen Armee ist der als Invalide geltende Imker Sergej geblieben. Geprägt ist der Alltag von elementarster ärmlichster Versorgung und nächtlichem stundenlangem Krachen der Geschosse. Der einzige weitere Mensch im Dorf, Paschka, ist seine einzige Gesellschaft. Mit ihm verbindet ihn eine jahrelange Feindseligkeit, die in frühen Kindheitstagen begann. Die beiden Männer nähern sich vorsichtig an und unterstützen sich aufgrund der anhaltend schlechten Versorgungslage gegenseitig. Sergejs Lebensmittelpunkt sind seine Bienen, die ihn oft an bessere Zeiten erinnern und durch die er auf unterschiedliche Weise Kraft schöpft, um den widrigen Umständen zu trotzen.
Als die Lage zu brenzlig wird, verpackt er seine Bienenstöcke und startet mit dem Auto nach Südwesten, Richtung Krim. Während seiner Reise erfährt er oftmals Anfeindungen, weil er aus dem Donbas kommt. Er hofft, dass er bei dem Krimtataren Achtem, mit dem er sich vor vielen Jahren auf dem Kongress der Bienenzüchter in Slowjansk angefreundet hatte, Aufnahme für sich und seine Bienenstöcke finden wird.
Unterwegs nach Melitopol bleibt er einige Monate an einem wunderbaren Flecken, wo aufblühende Gräser bald Verstärkung bekamen von blühenden Kirschbäumen, Aprikosenbäumen, Apfelbäumen und Akazien. Dabei übernachtet Sergej in seinem Zelt, das er in unmittelbarer Nähe zu seinen Bienen aufgestellt hat. Bei alltäglichen Einkäufen lernt er die Ladenbesitzerin Galja kennen. Diese Liebe lässt ihn daran denken, im Dorf bei ihr zu bleiben, aber die Auseinandersetzung mit einem Kriegsheimkehrer macht ihm dies unmöglich. 
Auf der Krim angekommen, muss er mit der Familie Achtems erleben, wie die Krimtataren durch den russischen Sicherheitsapparat drangsaliert und vertrieben werden. Es stellt sich heraus, dass der Krim-Imker bereits seit zwei Jahren spurlos verschwunden ist, und Sergej versucht, Ajsylu, Achtems Frau und ihren beiden Kindern Ajsche und Bekir zu helfen, den verschwundenen Vater zu finden. Wenig später wird Bekir wegen eines mutmaßlichen Diebstahls inhaftiert und zum Kriegsdienst gezwungen, den er verweigert. Sergejs Erlaubnis, auf der Krim zu verweilen ist begrenzt. Kurz vor Ablauf seines Visums wird plötzlich einer seiner sechs Bienenstöcke durch den FSB, den russischen Geheimdienst, beschlagnahmt.

## Ausgaben
- Andrej Kurkow: Graue Bienen. Übersetzung Sabine Grebing und Johanna Marx, Diogenes, Zürich 2021, ISBN 978-3-257-24554-7.